# Dik-dik-prateado
O dik-dik-prateado (Madoqua piacentinii) é uma espécie de pequenos antílopes encontrada no Leste da África, entre a Somália e a Etiópia.